# Mustafa El Haddaoui
Mustafa El Haddaoui (àrab: مصطفى الحداوي, Muṣṭafà al-Ḥaddāwī) (Casablanca, Marroc, 28 de juliol de 1961) fou un futbolista marroquí.
Començà la seva trajectòria al Raja Casablanca de la seva ciutat natal, jugant més tard al Lausanne Sports suís. Després es traslladà a França on passà la major part de la seva etapa de futbolista, destacant clubs com l'AS Saint-Étienne, l'OGC Nice o el RC Lens. També fou internacional amb la selecció del Marroc, amb la qual disputà les fases finals dels Mundials de 1986 i 1994.